# Campanula sibirica
Campanula siberica is een kruidachtige plant uit de klokjesfamilie (Campanulaceae).
De soort lijkt op Campanula barbata. Campanula siberica is echter iets hoger, de bloemen staan meer verspreid en heeft geen niet-bloeiende bladrozetten. De plant bloeit in juli en augustus.
De plant komt van nature voor in Siberië, maar komt westwaarts ook voor in de wetlands op de grens van Slowakije en Oekraïne, in Hongarije en in Bulgarije. Ook in het noordoosten van Duitsland komt de soort voor.
De soort kent een groot aantal ondersoorten:
- Campanula sibirica subsp. sibirica
- Campanula sibirica subsp. paniculata
- Campanula sibirica subsp. charkeviczii
- Campanula sibirica subsp. divergentiformis
- Campanula sibirica subsp. elatior
- Campanula sibirica subsp. sibirica f. elatior
- Campanula sibirica subsp. talievii
- Campanula sibirica subsp. taurica

... · 
C. alliariifolia · 
C. alpestris (Allioni's klokje) · 
C. alpina · 
C. americana · 
C. arvatica · 
C. barbata · 
C. baumgartenii · 
C. carpatica (Karpatenklokje) · 
C. cervicaria (Ruw klokje) · 
C. cespitosa · 
C. cochleariifolia · 
C. exigua · 
C. garganica · 
C. glomerata (Kluwenklokje) · 
C. grossekii · 
C. lasiocarpa · 
C. latifolia (Breed klokje) · 
C. medium (Mariëtteklokje) · 
C. patula (Weideklokje) · 
C. persicifolia (Prachtklokje) · 
C. portenschlagiana (Dalmatiëklokje) · 
C. poscharskyana (Kruipklokje) · 
C. pulla · 
C. punctata · 
C. pyramidalis (Piramideklokje) · 
C. rapunculoides (Akkerklokje) · 
C. rapunculus (Rapunzelklokje) · 
C. rhomboidalis (Bergklokje) · 
C. rotundifolia (Grasklokje) · 
C. sarmatica · 
C. scheuchzeri · 
C. sibirica · 
C. spicata · 
C. takesimana · 
C. thyrsoides · 
C. trachelium (Ruig klokje) · 
C. zoysii · 
...